# Saint-Christophe-le-Jajolet
Saint-Christophe-le-Jajolet è un comune francese soppresso e frazione del dipartimento dell'Orne nella regione della Normandia. Dal 1º gennaio 2015 si è fuso con i comuni di Marcei, Saint-Loyer-des-Champs e Vrigny per formare il nuovo comune di Boischampré.
Vi si trova l'imponente Castello di Sassy (XVIII secolo) con i suoi vastissimi giardini, attraversati dal Meridiano di Greenwich.

## Società

### Evoluzione demografica
Abitanti censiti